# Koňské maso

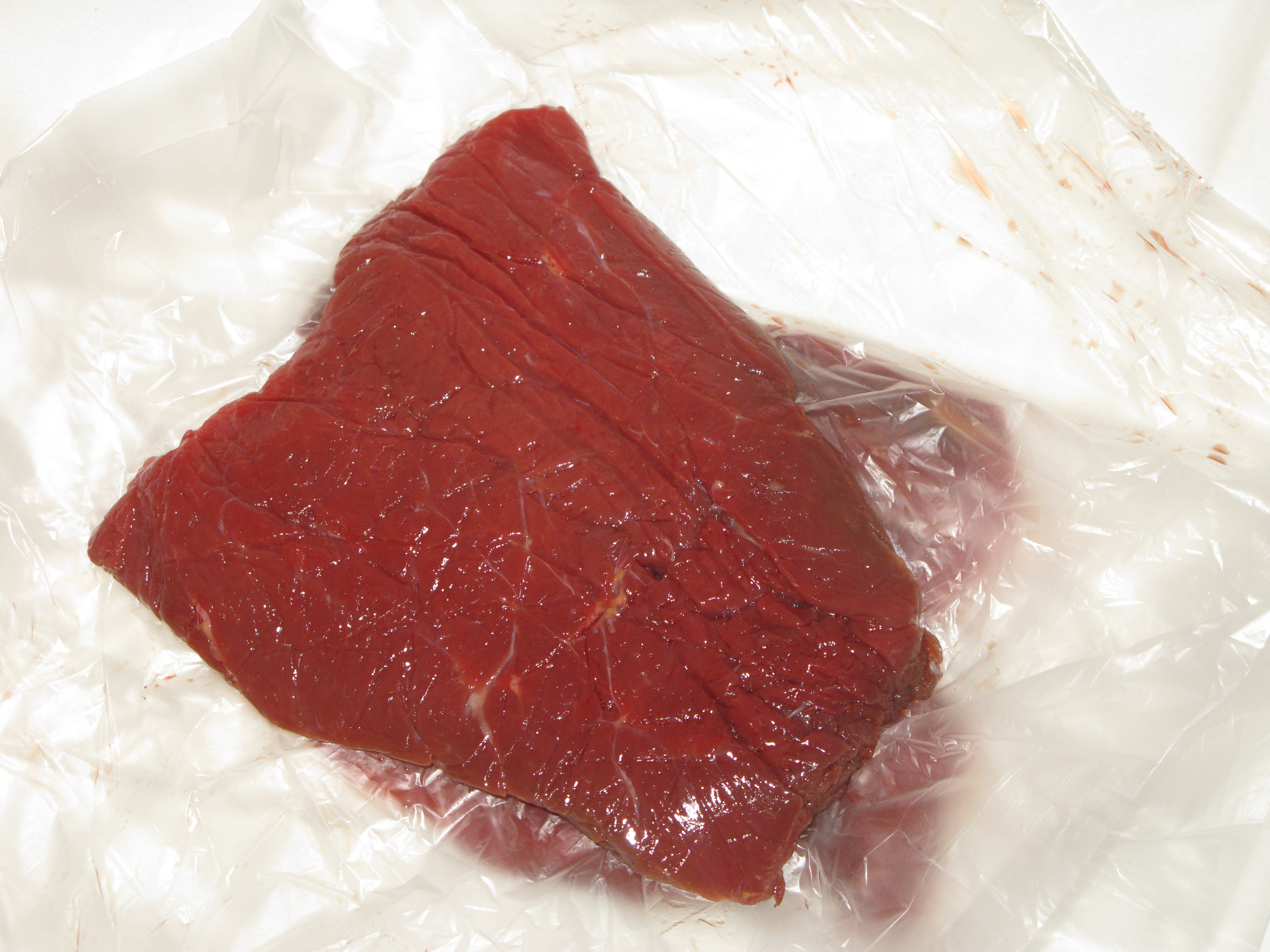
Kus syrového koňského masa

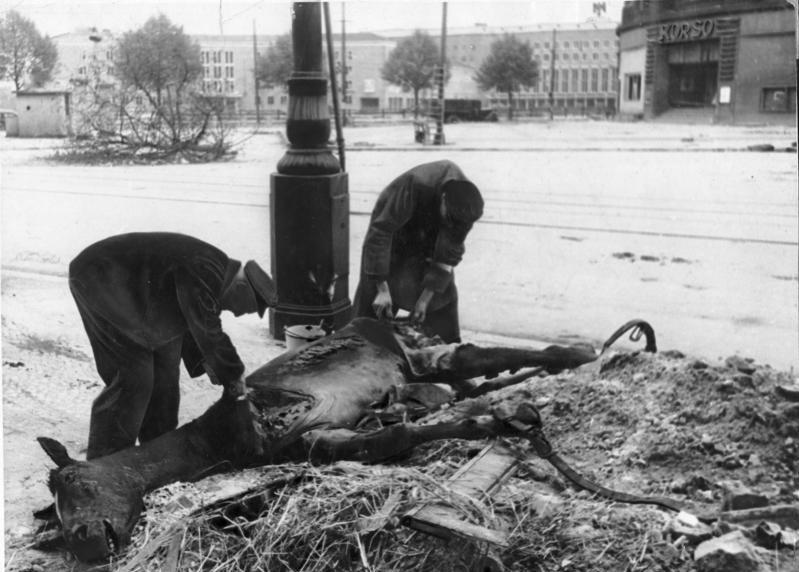
Němečtí obyvatelé Berlína porcují mrtvého koně, květen 1945

Koňské maso neboli konina je druh masa, který pochází z domácího koně. Ve středověku byla jeho konzumace běžná. V České republice není jeho konzumace příliš rozšířena. Důvod je ten, že kůň je mnoha lidmi pokládán za ušlechtilé zvíře a jeho zabíjení pro maso je tak vnímáno negativně. Dříve navíc specializovaní, tzv. koňští řezníci, jejichž práce byla nezřídka asociovaná s činností pohodného, zpracovávali maso z přestárlých, poraněných, nemocných nebo dokonce uhynulých koní, z něhož se vyráběly levné uzeniny (koňský salám). Proto je koňské maso dodnes v Česku, ale také např. v USA vnímáno jako podřadné.
Ve 20. a 21. století je toto maso nejvíce konzumováno v několika zemích centrální Asie, jako je Mongolsko a Kazachstán, dále v některých oblastech Číny (Sin-ťiang) a Ruska (Tatarstán, Sibiř). V menší míře je součástí kulinářských tradic dalších zemí v Evropě, např. v italské, francouzské, belgické a španělské kuchyni, Latinské Americe a v Asii (např. na severu Japonska, na Sibiři atd.). V anglofonních zemích je ale konzumace koňského masa společenské tabu a vyrábí se z něj nanejvýš konzervy a granule pro psy. Během 19. a první poloviny 20. století se koňské maso, spolu s masem z nucených porážek, používalo v zoologických zahradách ke krmení šelem a jiných masožravců.
V rané historii lidstva byl hojně loven pro maso jako cenný zdroj proteinů divoký kůň.
Navzdory obecným představám[zdroj?] nejedí nikdy koňské maso Romové, pro něž je tabu, ani Židé, protože není košer. K jeho výraznější konzumaci docházelo během válek, kdy byl nedostatek potravin a kůň sloužil jako dopravní prostředek pro vojsko a materiál, tudíž v případě neplánovaného úmrtí či zabití se jednalo o snadno dostupný zdroj potravy. V Česku se místy dosud prodávají uzeniny s podílem koňského masa, které pochází vesměs z dovozu; koně, zraněné nebo usmrcené např. v důsledku nehody při závodu, nelze k produkci masa použít. Naproti tomu v Japonsku se upravuje syrové koňské maso formou sašimi zvané basaši.[zdroj?]

## Kvalita a chuť
Maso ze zdravých a nepříliš starých zvířat se vzhledem i chutí velmi podobá hovězímu. Má tmavě červenou, někdy až téměř fialovou barvu a hrubší svalová vlákna, chuť je díky vyššímu obsahu glykogenu často mírně nasládlá. Nutriční hodnotou se téměř shoduje s hovězím, průměrně však má nižší obsah tuku. Právě tuk představuje hlavní rozdíl oproti hovězímu masu, protože tuk koní je mnohem řidší než hovězí lůj a podobá se spíš sádlu. Typická je jeho žlutá někdy až oranžová barva.

## Koňské maso v kultuře
V některých literárních dílech se objevuje konzumace koniny jako symbol chudoby, nedostatku lepšího jídla nebo lakoty a šetření. Např. je známý klukovský posměšek z knížky Bylo nás pět od Karla Poláčka: „Pan Fajst vepřovou zblajz a pak koupil koninu pro celou rodinu.“ V době nedostatku masa za vlády prezidenta Novotného se zas objevoval slogan „Půl kila koniny do každé rodiny.“ V podobném duchu veršuje v písničce „Dívka Havířka“ Karel Kryl:
...
Teď bytem voní konina, to stará dělá řízky,

já maluju si Lenina a běloskvoucí břízky.
Karel Kryl